# Облачный день
«Облачный день» — картина русского художника Николая Эллерта (1845—1901). Одна из последних работ автора.

## История и описание картины
Картина написана в 1896 году.
Картина представляет собой небольшой пейзаж, в который вписана сценка из дачной жизни. В центре картины изображена тропинка, расположенная у опушки леса. Рядом растут молодые редкие сосенки. На проселочной дорожке, идущей вдоль леса, замерла крестьянка в розовом платье и удивленно смотрит в след, проехавшему мимо неё велосипедисту. В конце XIX века велосипед был ещё диковинкой в сельской жизни, его мог иметь только состоятельный человек, приехавший в деревню на дачу.
Жанровая сценка, органично вписанная в пейзаж, не отвлекает внимания от изображения природы. Автор очень достоверно передает состояние летнего солнечного дня, с бегущими по небу облаками, с легкими тенями от них. Пейзаж написан в сближенной цветовой гамме зеленых, золотисто-зеленых, золотисто-желтых тонов. В живописном отношении это достигается многообразием и богатством цветовых оттенков, тщательной их разработкой. Пейзаж написан широким мазком.
После написания картина была представлена на выставке, где ее приобрел калужский меценат Н. И. Васильев. Впоследствии он передал свой дом и коллекцию картин городу.
В настоящее время картина находится в Калужском музее изобразительных искусств.
Данная картина выпускалась на почтовых открытках.